# Mount Panorama Circuit

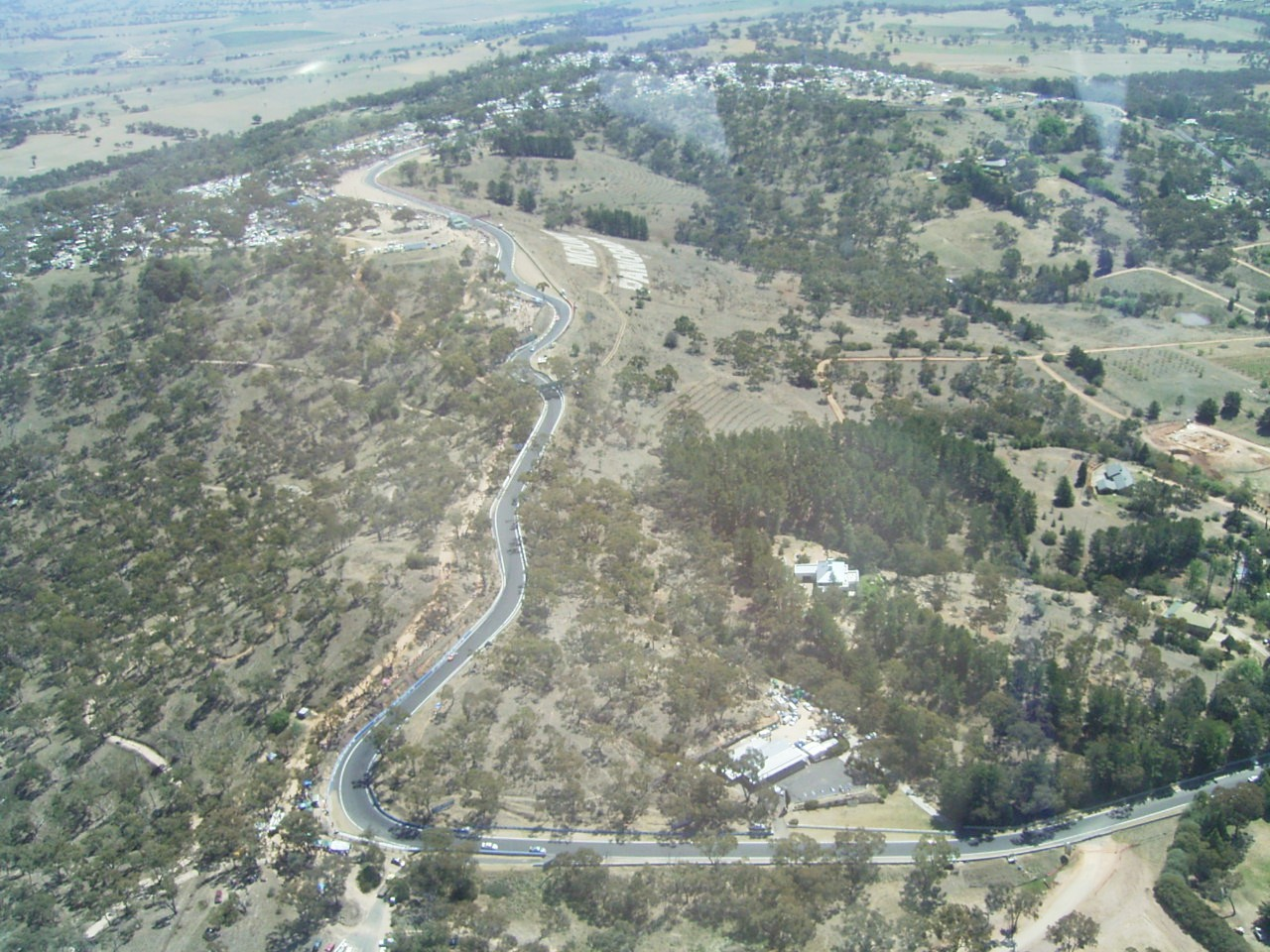
Mount Panorama Circuit.

O Mount Panorama Circuit é um circuito de corrida localizado na cidade de Bathurst, no estado de Nova Gales do Sul na Austrália. è onde se realiza a Bathurst 12h e a Bathurst 1000 da V8 Supercars. A pista tem 6.213km de extensão e tecnicamente é considerado um circuito de rua, já que o traçado aproveita um caminho na zona rural da cidade. É considerado um dos circuitos mais desafiadores da Austrália, por conta da sua pista estreita, das grandes oscilações entre subidas e descidas e a proximidade do muro.